# 北町 (西東京市)
北町（きたまち）は、東京都西東京市の地名。現行行政地名は北町一丁目から北町六丁目。住居表示実施済み区域である。郵便番号は202-0003。

## 地理
西東京市の北東部に位置する。町域は概ね平坦で、主に住宅地及び農地として利用される。

北は埼玉県新座市野寺、東は練馬区西大泉、南は下保谷、西は栄町に隣接する。新座市や練馬区との市区境、また、他の町域との境に広い道路や河川などが無い所が多い。特に新座市との市境（都県境）は特に境となるものが無い上に歪な形をしている所が多い。南から時計回りに北町一～六丁目が設置されている。

### 河川
- 白子川（大泉堀）

### 面積と人口
丁目毎の面積 、人口と世帯数、および人口密度は以下の通りである。（2018年（平成30年）1月1日現在）
| 丁目       | 面積    | 人口     | 人口     | 人口     | 世帯数     | 人口密度        | 備考                                                      |
| 丁目       | 面積    | 男       | 女       | 計       | 世帯数     | 人口密度        | 備考                                                      |
| ---------- | ------- | -------- | -------- | -------- | ---------- | --------------- | --------------------------------------------------------- |
| 北町一丁目 | 0.07km2 | 288 人   | 271 人   | 559 人   | 254 世帯   | 7,985.7 人/km2  |                                                           |
| 北町二丁目 | 0.19km2 | 821 人   | 825 人   | 1,646 人 | 686 世帯   | 8,663.2 人/km2  |                                                           |
| 北町三丁目 | 0.08km2 | 429 人   | 454 人   | 883 人   | 373 世帯   | 11,037.5 人/km2 |                                                           |
| 北町四丁目 | 0.11km2 | 341 人   | 371 人   | 712 人   | 284 世帯   | 6,472.7 人/km2  | 東京電力武蔵野変電所がある。                              |
| 北町五丁目 | 0.16km2 | 624 人   | 661 人   | 1,285 人 | 554 世帯   | 8,031.3 人/km2  |                                                           |
| 北町六丁目 | 0.06km2 | 174 人   | 202 人   | 376 人   | 178 世帯   | 6,266.7 人/km2  | 新東京所沢線と伏見通りの交差点（西東京北町6丁目）がある。 |
| 計         | 0.67km2 | 2,677 人 | 2,784 人 | 5,461 人 | 2,329 世帯 | 8,150.7 人/km2  |                                                           |

### 小・中学校の学区
市立小・中学校に通う場合、学区は以下の通りとなる。
| 丁目       | 街区 | 小学校                   | 中学校               |
| ---------- | ---- | ------------------------ | -------------------- |
| 北町一丁目 | 全域 | 西東京市立栄小学校       | 西東京市立青嵐中学校 |
| 北町二丁目 | 全域 | 西東京市立栄小学校       | 西東京市立青嵐中学校 |
| 北町三丁目 | 全域 | 西東京市立栄小学校       | 西東京市立青嵐中学校 |
| 北町四丁目 | 全域 | 西東京市立保谷第一小学校 | 西東京市立青嵐中学校 |
| 北町五丁目 | 全域 | 西東京市立保谷第一小学校 | 西東京市立青嵐中学校 |
| 北町六丁目 | 全域 | 西東京市立栄小学校       | 西東京市立青嵐中学校 |

### 地価
住宅地の地価は、2017年（平成29年）7月1日の公示地価によれば、北町5-11-22の地点で22万6000円/m2となっている。

## 歴史
明治以前には、武蔵国新座郡下保谷村に属していた。旧保谷市地域である。下保谷村の初期の村域は白子川沿岸の当町域及び下保谷町域だったと考えられており、村の惣鎮守の三十番神社（現天神社）は当町域（北町六丁目）に、その別当寺の福泉寺も当町域からほど近い下保谷三丁目にある。
なお、旧保谷市では住居表示の際に多くの地名が失われており、当町域付近に存在した荒屋敷、宮ノ脇、上と言った字名も町丁名としては全て消失している。現在では、道路の通称名（上通りなど）やはなバスの停留所名（北荒屋敷、北宮ノ脇、上後、上前）などとして僅かに残っているのみである。

### 地名の由来
旧保谷市の北部に位置することより。なお、町名の案として、「北上町」「神谷町」「芳谷町」「芳の台」が挙がっていた。

### 沿革
- 1968年（昭和43年）11月1日 保谷市が町名整理を実施。
  - 大字下保谷の小字北荒屋敷、北宮ノ脇（一部）、上後、上前（一部）、坊ヶ谷戸（一部）、東入（一部）をもって北町を設置する。
- 2001年（平成13年）1月21日 保谷市と田無市が合併して西東京市発足。西東京市北町となる。

## 交通

### 鉄道
| 近隣の街区の駅                                   |
| ------------------------------------------------ |
| 西武池袋線 - 保谷駅(SI 12) - ひばりヶ丘駅(SI 13) |

町域内に鉄道駅は所在しない。町域から最寄駅は西武池袋線の保谷駅（一丁目、二丁目の一部はひばりヶ丘駅）で、概ね徒歩10～20分程度である。

### バス
町域内を西東京市はなバス第1ルートが通る。また、新座市との市境の都道24号線を新座市にいバス東ルートが通る。

### 道路

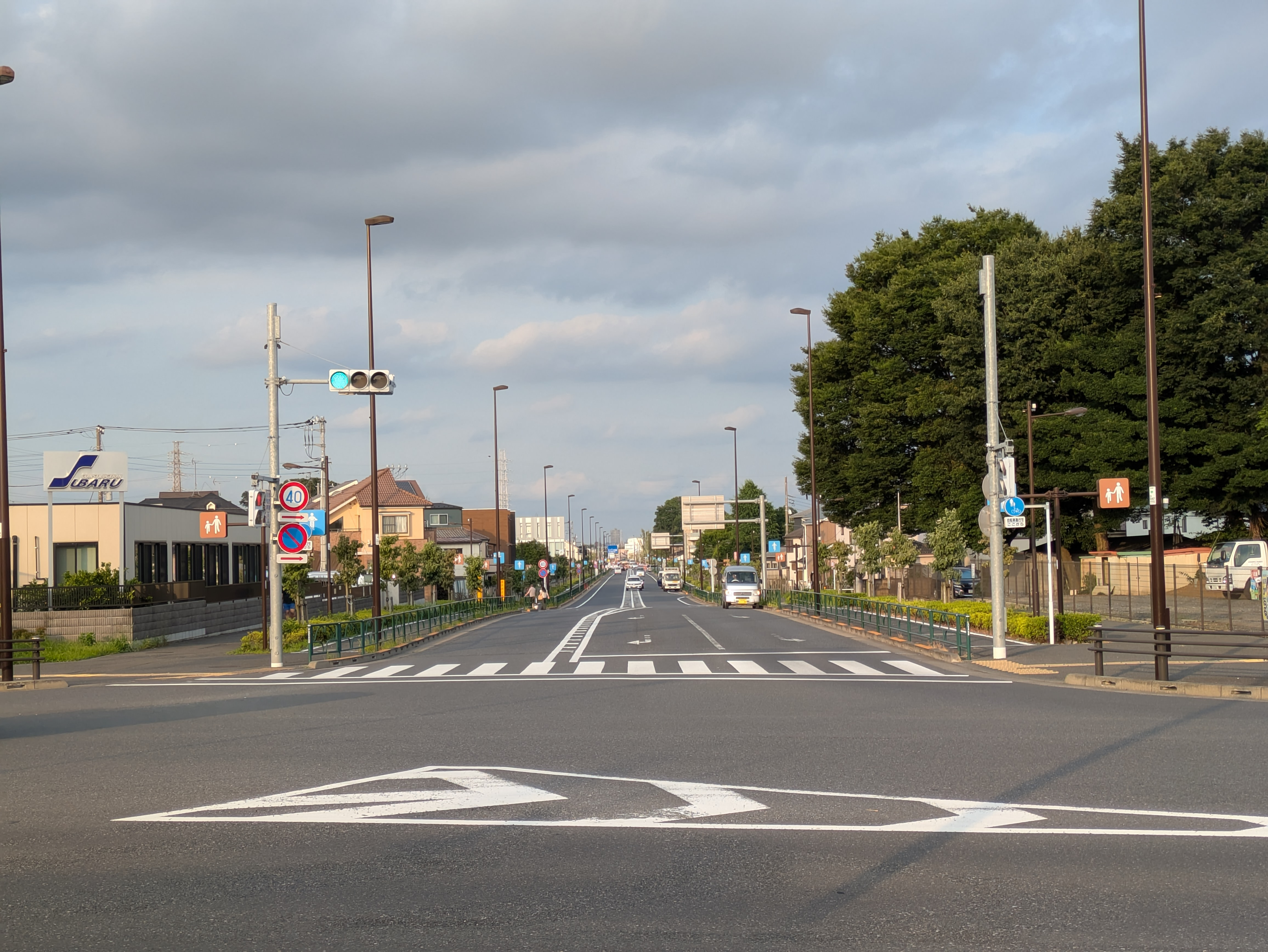
北町6丁目交差点（調布保谷線・練馬所沢線）

2015年8月2日、町域のほぼ中央を南北に貫く形で多摩南北道路に位置づけられている調布保谷線（伏見通り）が、東西を貫く形で新東京所沢線が開通した（但し、調布保谷線は暫定2車線での、新東京所沢線は調布保谷線との交差点（西東京北町6丁目）までの供用）。
また、両道路開通に合わせて周辺地区の用途地域が変更となっており、今後は商業施設の進出など地域の様相が変化することが予想されている。
- 東京都道24号練馬所沢線
- 東京都道25号飯田橋石神井新座線
- 新東京所沢線
- 多摩南北道路1号線（調布保谷線）（伏見通り）

## 施設
- 西東京市ふれあいセンター
- 西東京市立青嵐中学校
- つくし幼稚園
- 天神社
- 東京電力武蔵野変電所 - 小説「鉄塔 武蔵野線」に登場した変電所。
- 飯能信用金庫西東京支店 - 2018年5月16日オープン
- 北宮ノ脇公園
- 青嵐台公園
- 保谷北町緑地保全地域

## 史跡
- 北宮ノ脇遺跡（縄文時代早期～中期の遺跡）
- 上前遺跡（縄文時代の遺跡）